# Station Fraize
Station Fraize is een spoorwegstation in de Franse gemeente Fraize. Het station is gesloten.

## Foto's

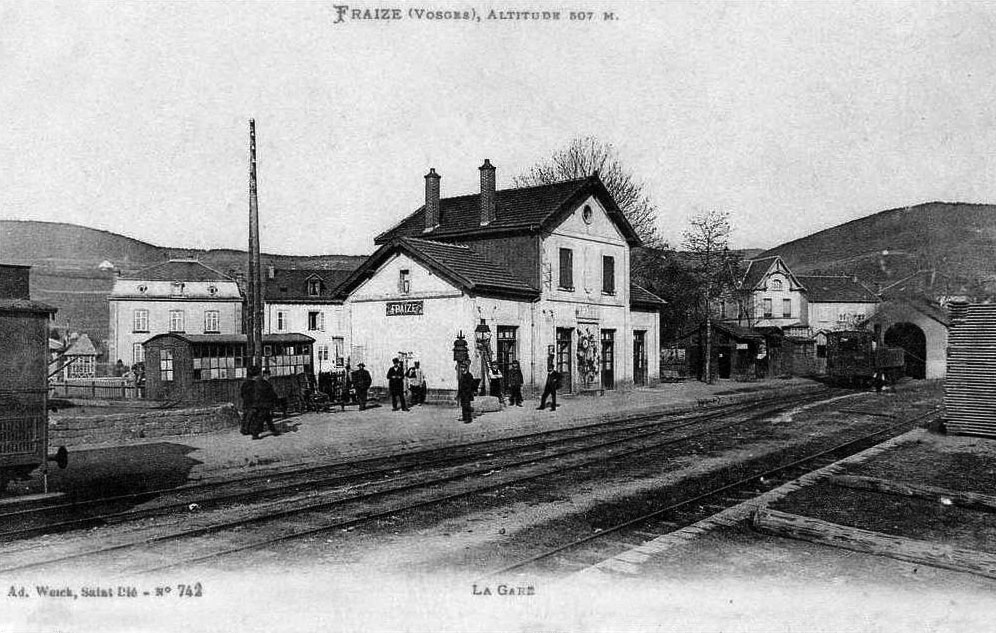
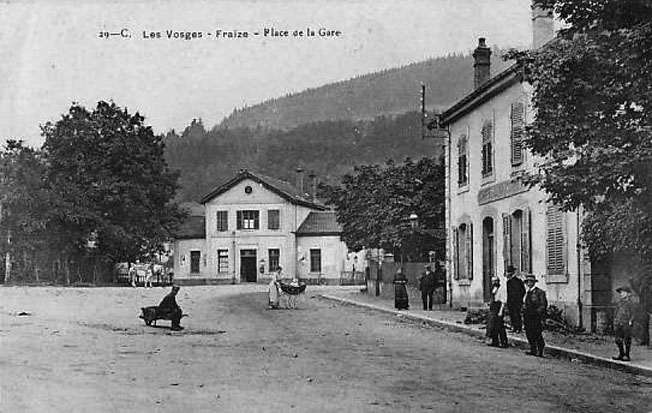